# Kids' Choice Awards 1990
La 3ª edizione dei Nickelodeon Kids' Choice Awards si è svolta il 23 aprile 1990 presso gli Universal Studios Hollywood nella contea di Los Angeles ed è stata condotta da Dave Coulier.
In questa edizione è stato introdotto il caratteristico premio, il KCA Blimp, che va a sostituire il KCA Trophy.
Durante la premiazione si sono esibiti MC Hammer con i singoli "U Can't Touch This" e "Dancin' Machine" e poi Tommy Page con "I'll Be Your Everything" e When I Dream of You".
Hanno presentato le varie categorie, alternandosi, le seguenti celebrità: Brooke Theiss, Michael DeLorenzo, Kellie Martin, Chris Burke, Jared Rushton, Jaleel White, Danny Ponce, Kelly Brown, Christine Taylor, Rain Pryor, Wil Wheaton, Candace Cameron e David Faustino.

## Candidature
I vincitori sono indicati in grassetto.

### Televisione

#### Serie TV preferita
- I Robinson
- Doogie Howser
- Sposati... con figli

#### Attore televisivo preferito
- Kirk Cameron – Genitori in blue jeans
- Johnny Depp – I quattro della scuola di polizia
- Fred Savage – Blue Jeans

#### Attrice televisiva preferita
- Alyssa Milano – Casalingo Superpiù
- Jasmine Guy – Tutti al college
- Roseanne Barr – Pappa e ciccia

### Cinema

#### Film preferito
- Senti chi parla (Look Who's Talking), regia di Amy Heckerling
- Ritorno al futuro - Parte II (Back to the Future Part II), regia di Robert Zemeckis
- Batman, regia di Tim Burton

#### Attore cinematografico preferito
- Michael J. Fox – Ritorno al futuro - Parte II
- Chevy Chase – National Lampoon's Christmas Vacation - Un Natale esplosivo
- Eddie Murphy – Harlem Nights

#### Attrice cinematografica preferita
- Lea Thompson – Ritorno al futuro - Parte II
- Kim Basinger – Batman
- Kirstie Alley – Senti chi parla

### Musica

#### Cantante/gruppo musicale maschile preferito
- New Kids on the Block
- Bobby Brown
- Bon Jovi

#### Cantante/gruppo musicale femminile preferita
- Paula Abdul
- Debbie Gibson
- Janet Jackson

#### Canzone preferita
- Hangin' Tough – New Kids on the Block
- Every Little Step – Bobby Brown
- Girl You Know It's True – Milli Vanilli

### Sport

#### Atleta maschile preferito
- Michael Jordan
- Bo Jackson
- Joe Montana

#### Atleta femminile preferita
- Jackie Joyner-Kersee
- Katarina Witt
- Steffi Graf

#### Squadra sportiva preferita
- San Francisco 49ers
- Detroit Pistons
- Oakland A's